# Thure Ahlqvist
Thure Ahlqvist   (Borås, 20 d'abril de 1907 - Borås, 20 de març de 1983) va ser un boxejador suec que va competir durant les dècades de 1920 i 1930.
El 1932 va prendre part en els Jocs Olímpics d'Estiu de Los Angeles, on guanyà la medalla de plata en la categoria del pes lleuger, en perdre la final contra el sud-africà Lawrence Stevens. Durant la seva carrera va disputar un combat professional, que va perdre.